# Auskultant

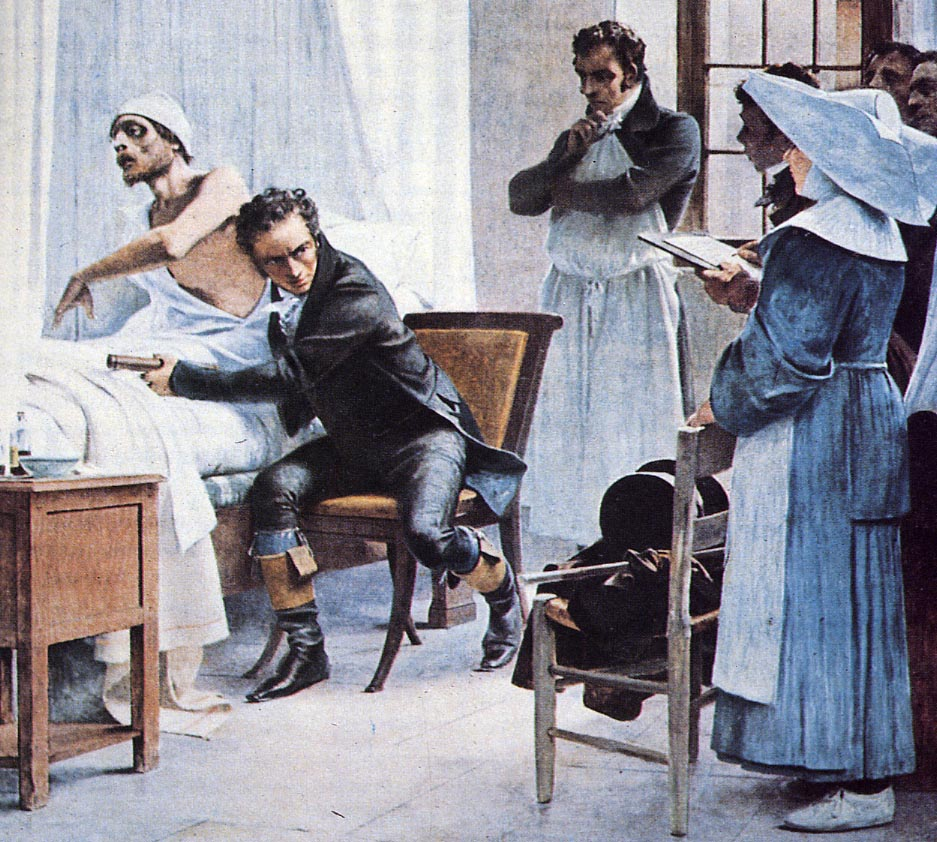
Illustration av auskultanter, åhörare, som observerar en medicinsk auskultation.

Auskultant (av latinets auscultare 'lyssna', besläktat med auris 'öra'), "åhörare" är en person som lyssnar och iakttar i samband med sin utbildning. Förr användes beteckningen om tjänsteman, som var inskriven i ett ämbetsverk och för sin utbildning fick vara med på verkets förhandlingar, men som inte fick någon lön eller hade rätt att delta i besluten.
Auskultant används ofta som benämning på en lärarstudent som för sin praktiska utbildning sitter med på andras lektioner, psykologkandidater samt på biträden hos lantmätare. I Svenska språket används begreppet inom juridiken sedan 1637 och allmänt sedan 1864.